# روبرت بن
روبرت بن (بالإنجليزية: Robert Penn)‏ هو عسكري أمريكي، ولد في 10 أكتوبر 1872 في بوينت في الولايات المتحدة، وتوفي في 8 يونيو 1912.